# Rota (île)
Pour les articles homonymes, voir Rota.
Rota, connue aussi sous le nom de l'île paisible, est l'une des îles les plus au sud des îles Mariannes du Nord. Elle est située à côté de l'île de Guam.
Le village de Songsong est le plus peuplé suivi du village de Sinapalo. Rota dispose d'une faune et d'une flore diverses. Le gouverneur de l'île est Joseph Inos, un ancien sénateur de l'archipel.